# Bandera de les Illes Caiman
La bandera de les Illes Caiman, un territori britànic d'ultramar, va ser adoptada el 1959.
Aquesta bandera és un estendard blau britànic, en què figura la bandera del Regne Unit en el cantó i incorpora l'escut de l'arxipèlag en la part més allunyada del pal. L'estendard blau és la bandera usada amb més freqüència per les dependències i algunes institucions britàniques de caràcter governamental. Alguns països que són antigues colònies del Regne Unit, com Austràlia o Nova Zelanda, han mantingut el disseny de l'estendard blau a les seves banderes nacionals.
El governador britànic de les Illes disposa d'una bandera pròpia que, essent igual que la bandera del Regne Unit, incorpora l'escut de les Illes Caiman a la part central, envoltat per dues branques de llorer.

## Variants

Símbol vexil·lològic Bandera de la Marina mercant. Ratio: 1:2
Símbol vexil·lològic Bandera del Governador. Ràtio: 1:2

## Banderes històriques

Bandera fins al 1999.